# 斯帕斯捷爾湖
56°20′08″N 29°47′10″E / 56.33556°N 29.78611°E

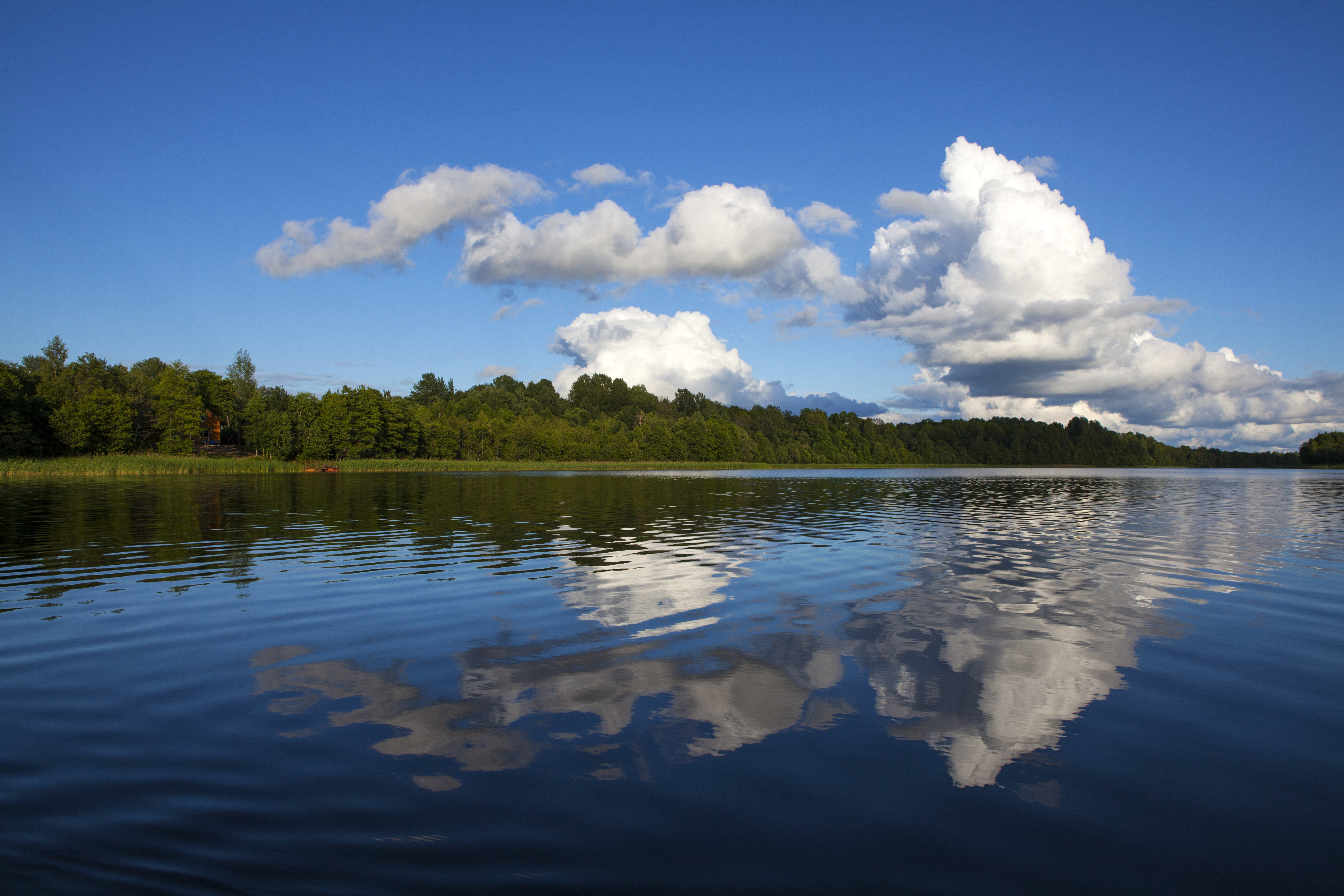

斯帕斯捷爾湖（俄语：Спастер），是俄羅斯的湖泊，位於該國西北部，由普斯科夫州負責管轄，處於新索科利尼基區，面積1.3平方公里，集水區面積8.7平方公里，平均水深6米，最大水深10米。